# Placoidschuppe

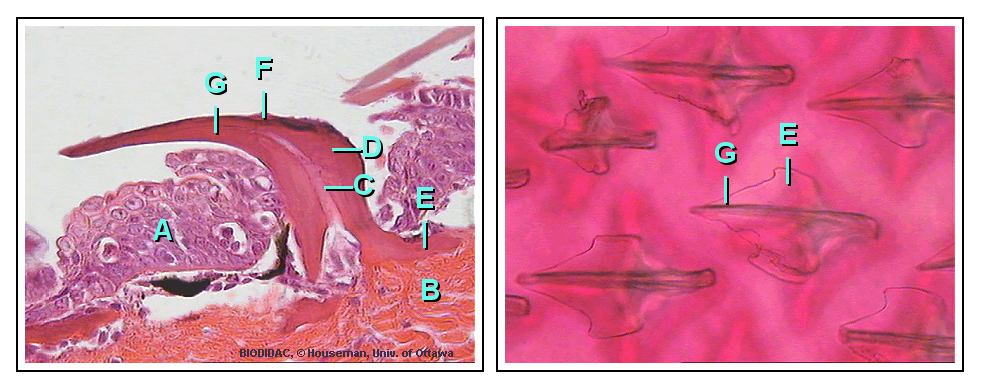
Placoidschuppe(n) eines Hais. A: Epidermis, B: Dermis, C: Kern,
D: Dentin, E: Basalplatte, F: Enamelinschicht, G: Stachel

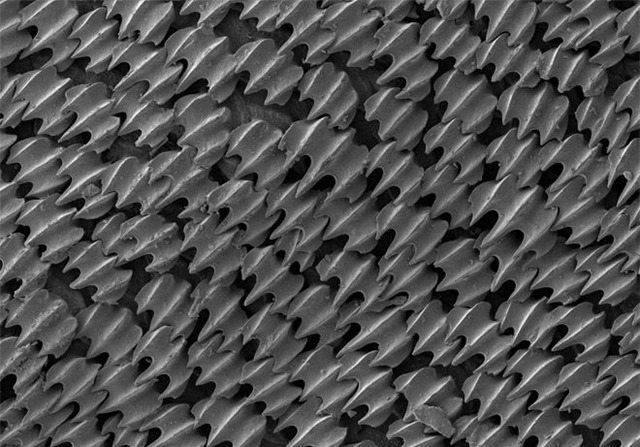
Haifischhaut stark vergrößert

Placoidschuppen, auch Plakoidschuppen (altgriechisch: πλαξ plax Genitiv plakos, dt. Platte, Blatt, Brett bzw. von plakōdēs = plattenförmig, blättrig), sind schuppenartige Hautzähnchen, die bei den Knorpelfischen auftreten und meist deren ganzen Körper bedecken – fährt man etwa mit der Hand über die Haut eines Haies, so fühlt sich diese wie Sandpapier an. An den Kieferrändern sind sie zu Zähnen umgebildet, die den Zähnen der übrigen Wirbeltiere homolog sind. Bei den Haien bilden die Placoidschuppen ein geschlossenes Exoskelett, durch das die Haut eine extreme Festigkeit erhält. Bei den Rochen reduzieren sich die Schuppenflächen arttypisch auf bestimmte Regionen und Einzelstrukturen und bei den Seekatzen existiert nur eine einzelne, teilweise unterbrochene, Reihe von Placoidschuppen beiderseits der Körpermitte.

## Aufbau und Bildung
Eine Placoidschuppe besteht aus einer Basalplatte aus zellfreiem Knochenmaterial, welche durch Knochenfasern, die Sharpeyschen Fasern, in der Lederhaut verankert ist. Die Basalplatte geht in die eigentliche, zahnförmige Schuppe über. Diese besteht im Halsbereich vollständig aus Dentin und ist an ihrer Oberfläche, der Krone, mit einer dem Zahnschmelz ähnlichen Substanz, dem Fischschmelz, überzogen. Im Innern des Zähnchens befindet sich eine Pulpahöhle mit Bindegewebe und Blutgefäßen.
Die Spitzen der Zähne weisen bei den meisten Arten der Knorpelfische nach hinten, also zum caudalen Ende hin. Dadurch bilden sie keinen Strömungswiderstand, wenn das Tier sich im Wasser fortbewegt – streicht man mit der Hand in diese Richtung über die Haihaut, fühlt sich diese glatt an. In der Gegenrichtung ist die Haut rau und sehr scharf wie Schmirgelpapier. Die Größe der Krone liegt artspezifisch zwischen 0,12 und 1,32 Millimetern, im Schnitt bei etwa 0,4 Millimetern.

## Ontogenetische Bildung
Gebildet wird die Placoidschuppe durch einzelne Zellen der Lederhaut (Corium), die in die Epidermis ragen und das für den Aufbau benötigte Dentin abscheiden. Diese Zellen werden als Odontoblasten bezeichnet, die dabei entstehende Vorstruktur der Schuppe als Odontode. Die Odontoblasten ordnen sich als so genanntes Dentinorgan an und geben das Dentin halbkreisförmig in die, aus den darüber liegenden Epidermiszellen gebildete, Zahnhöhle ab. Der Fischschmelz wird dagegen von den umgebenden Epithelzellen abgegeben und verbindet sich mit dem kristallisierenden Dentin. Der untere Zahnhals wächst als Basalplatte aus, die sich als zellfreie und faserfreie Knochenmatrix verfestigt.

## Formen von Placoidschuppen
Die Form der Schuppen ist bei den Haien sehr vielgestaltig und abhängig von der betrachteten Art. Die Schuppen können sowohl pflasterartig stumpf, dachziegelartig oder spitz zulaufend sein. Bei den Haien bedecken sie den gesamten Körper und geben der Haut entsprechend als Exoskelett eine starke Festigkeit.
Die Ausgestaltung ist dabei vor allem abhängig von den ökologischen Ansprüchen der Arten. So haben viele kleine Arten wie die Katzen- (Scyliorhinidae) und Dornhaie (Squalidae) Schuppen mit Leisten und seitlichen Spitzen, die sie vor Räubern und auch vor Ektoparasiten schützen, diese Schuppen sind an der Basis sehr breit. Auch die Schwellhaie (Cephaloscyllium) haben lange, dornartige Schuppen. Sie können sich durch Wasserschlucken aufblähen, wodurch die Dornen von der Körperoberfläche abstehen und auch genutzt werden, um sich in Felshöhlen zu verspreizen.
Pflasterartige oder breit kreuzförmige Schuppen haben vor allem Arten der Korallenriffe oder Flachwasserarten. Bei ihnen schützt der Schuppenpanzer vor Abrasion an den scharfkantigen Riffgesteinen und Korallen. Man findet diese beispielsweise bei den Stierkopfhaien oder den Schlinghaien (Centrophorus). Langsamschwimmer des Benthos können lange, nagelartige Schuppen mit breiter Basis entwickeln, wie etwa die Nagelhaie (Echinorhinus). Engelhaie (Squatina) zeigen eine Mischform zwischen dem Schutz gegen Feinde und gegen Abrasion: Bei ihnen sind die Rückenschuppen dornartig ausgebildet und die Bauchschuppen rundlich.
Hochseeformen wie der Blauhai (Prionace glauca), die Hammerhaie (Sphyrnidae), Makrelenhaie (Lamnidae) und der Fuchshai (Alopias vulpinus) sind sehr schnelle Schwimmer. Bei ihnen weist das eng geschlossene Schuppenkleid ein typisches Mikrorelief aus wenige Millimeter hohen Leisten parallel zur Schwimmrichtung auf. Diese beeinflussen die Wasserströmung und setzen den Wasserwiderstand bis zu 80 % herab, außerdem wirken sie ergänzend bei der Stabilisierung im Wasser.

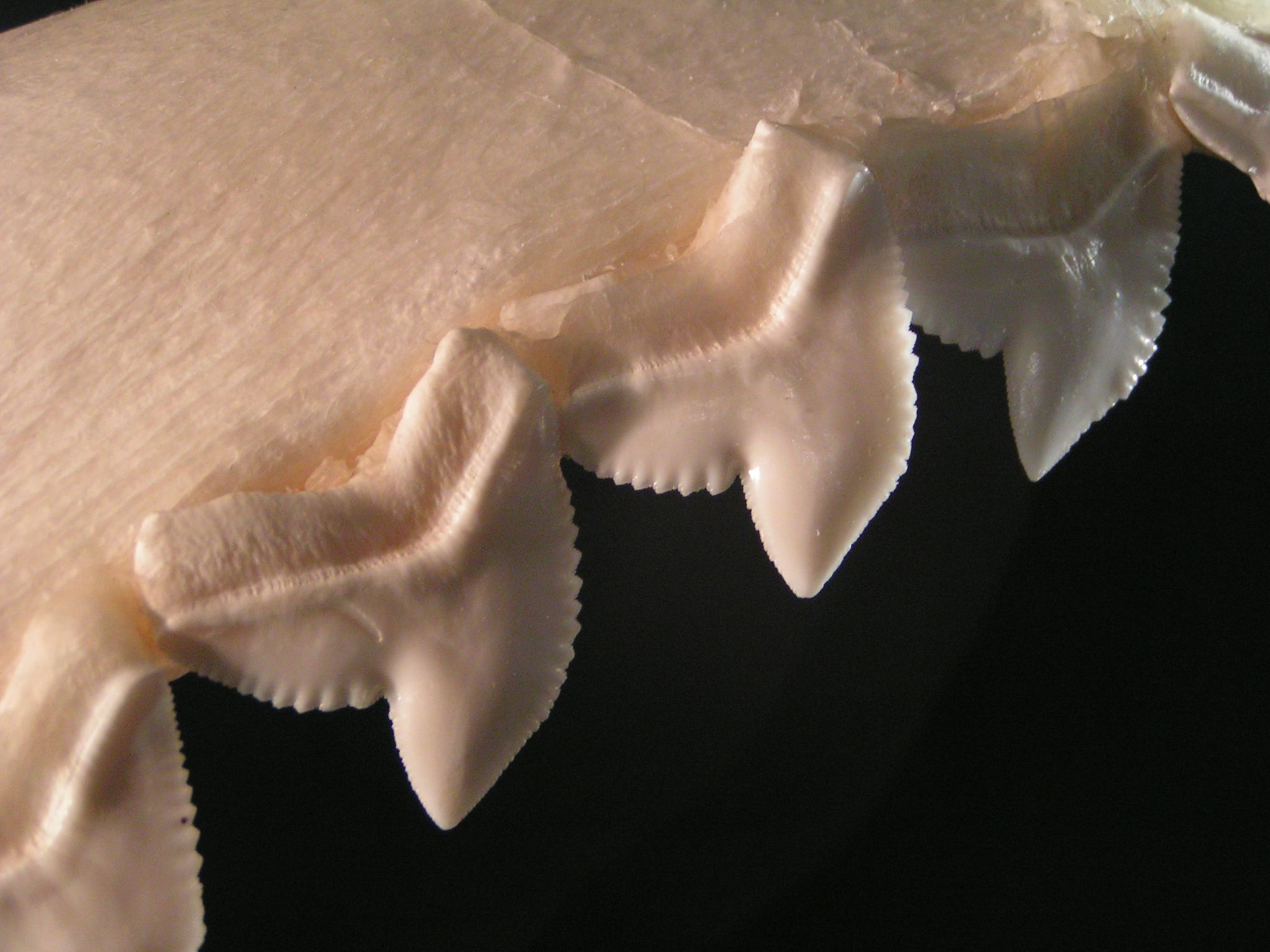
Gebiss des Tigerhaies

Zu den Sonderformen der Schuppen gehören vor allem die Zähne des Haigebisses, die in mehreren Reihen hintereinander im Gebiss des Haies stehen. Auch die Flossendorne der Dornhaie und die Säge der Sägefische und Sägerochen sind Sonderformen der Placoidschuppe.
Sägerochen (Pristidae) und Geigenrochen (Rhinobatidae) sind ebenfalls vollständig bedeckt, bei ihnen handelt es sich um rundliche Schuppen. Die Echten Rochen (Rajidae) besitzen auf der Rückenseite, vor allem nahe der Körpermitte sowie entlang des Schwanzes große nagel- oder dornartige Schuppen. Bei den Stachelrochen und anderen Arten bilden diese auch den Schwanzstachel, der bei einigen Arten mit epidermalen Giftdrüsen an der Basis der Stachel verbunden ist. Elektrische Rochen (Torpedininae), Adlerrochen (Myliobatidae), Kuhrochen (Rhinopteridae) und Teufelsrochen (Mobulidae) besitzen keine Placoidschuppen, bei ihnen ist die Haut dagegen mit deutlich mehr epidemialen Schleimdrüsen ausgestattet als bei Arten mit Schuppen.
Bei den Seekatzen existiert nur eine einzelne, teilweise unterbrochene, Reihe von Placoidschuppen beiderseits der Körpermitte, auch bei ihnen kommen die Schleimdrüsen vermehrt vor. Wie die Dornhaie haben auch sie einen Flossendorn. Außerdem tragen die Männchen an der Kopfunterseite ein medianes und unterhalb der Beckenflossen ein paariges so genanntes Tenaculum. Diese bestehen aus krallenartig geformten Schuppen und dienen den Tieren zum Festkrallen bei der Begattung.

## Stammesgeschichtliche Entwicklung
Stammesgeschichtlich entwickelten sich die Placoidschuppen aus den bereits genannten Odontoden, die bei fossilen Taxa der Placodermi und der Knorpelfische als kleine zähnchenartige Hartsubstanzen den körperbedeckenden Lamellenknochen aufsaßen. Bei rezenten Formen sind die Lamellenknochen bis auf die Basalplatte der Schuppen reduziert.

## Verwendung
Aufgrund der Zähigkeit der Haut und der rauen und zugleich festen Oberfläche wird Haihaut in vielen Regionen der Welt zum Schleifen und Polieren von verschiedenen Materialien, vor allem Holz und Stein, verwendet. Das sehr flexible Haileder enthält dagegen keine Placoidschuppen, diese werden also im Fertigungsprozess entfernt.
Aufgrund ihrer positiven Oberflächeneigenschaften zur Reduktion des Wasserwiderstandes wurden ähnliche Strukturen vor allem von der NASA als Oberflächen für die Luft- und Raumfahrt entwickelt und erfolgreich eingesetzt.
Für den Schwimmsport wurden spezielle Schwimmanzüge entwickelt, deren Oberfläche die Haut eines Hais imitiert und dadurch einen sehr geringen Strömungswiderstand aufweist. Außerdem erhöhen die Anzüge den Auftrieb des Schwimmers im Wasser und halten den Sportler durch eingearbeitete elastische Bänder in einer strömungsgünstigen Lage.